# Kungsbacka
Kungsbacka es una ciudad de la provincia de Halland, al suroeste de Suecia. Tenía una población de 19 057 habitantes en 2010. 

## Contexto
Aglomeración urbana en el municipio de Kungsbacka al norte de la región costeña de Halland en la parte suroeste de Suecia. Desde la estación central de Kungsbacka sale el tren de cercanías a Gotemburgo situada al norte. El nombre significa la "Cuesta" o el "Pendiente" del Rey.

## Historia
Tiene historia desde la Edad Media. Cuando Halland pertenecía durante muchos siglos a Dinamarca, Kungsbacka era la ciudad más pequeña de Dinamarca. A mediados del siglo diecisiete gran parte de la ciudad fue incendiada pero volvió a ser reconstruida. La parte central de la ciudad se caracteriza hoy en día por sus casas de madera del siglo XIX.

## Ciudades hermanas
Las siguientes ciudades están hermanadas con Kungsbacka:
- Saarijärvi, Finlandia Central, Finlandia
- Neiva, Huila, Colombia